# Ruta 752 (Costa Rica)
La Ruta 752, oficialmente Ruta Nacional Terciaria 752, es una ruta nacional de Costa Rica ubicada en la provincia de Alajuela.

## Descripción
En la provincia de Alajuela, la ruta atraviesa el cantón de San Carlos (los distritos de  Monterrey, Pocosol).